# Die Kunst der Fuge (album)
Die Kunst der Fuge album je klasične glazbe s Bachovim  djelom Die Kunst der Fuge. Snimio ga je Pierre-Laurent Aimard i objavio u siječnju 2008. godine Deutsche Grammophon.

## Proizvodnja
Snimljen je u jesen 2007. godine u Mozartovoj dvorani Bečke koncertne kuće.
2009. godine pojavio se dokumentarni "Piano Mania", koji je usredotočen na pripremu i snimanje "Die Kunst der Fuge" Aimarda.

## Skladbe
1. Contrapunctus 1 – 03:01
2. Contrapunctus 2 – 02:38
3. Contrapunctus 3 – 03:11
4. Contrapunctus 4 – 03:05
5. Contrapunctus 5 – 03:07
6. Contrapunctus 6. a 4 in Stylo Francese – 04:40
7. Contrapunctus 7. a 4 per Augmentationem et Diminutionem – 04:09
8. Contrapunctus 8. a 3 – 07:01
9. Contrapunctus 9. a 4 alla Duodecima – 02:18
10. Contrapunctus 10. a 4 alla Decima – 03:44
11. Contrapunctus 11. a 4 – 07:04
12. Contrapunctus inversus 12.1 a 4 – 03:01
13. Contrapunctus inversus 12.2 a 4 – 03:14
14. Contrapunctus inversus 13.1 a 3 – 02:08
15. Contrapunctus inversus 13.2 a 3 – 02:16
16. 14. Canon alla Ottava – 02:20
17. 15. Canon alla Decima in Contrapunto alla Terza – 04:16
18. 16. Canon alla Duodecima in Contrapunto alla Quinta – 01:59
19. 17. Canon per augmentationem in Contrario Motu – 08:03
20. 18. Fuga a 3 Soggetti (Contrapunctus 14) – 07:18

## Recepcija
U svojoj recenziji za "Der Spiegel", Joachim Kronsbein piše: Rad je "komplicirani i sofisticirani rad gotovo matematički dešifrirane ljepote". Zaključuje sastanak sa sljedećim zaključkom:
Eine Aufnahme für Kenner, für die happy few, die ihre Freude daran haben werden, über Details und Gesamtkonzeption zu richten und ausgiebig zu rechten
(njemački Snimanje za poznavatelje, za malu skupinu sretnika, o potankostima i za ocjenjivanje ukupne koncepcije.)

## Vanjske poveznice
- Die Kunst der Fuge (Discogs)
- Pierre-Laurent Aimard govori o djelu (video)